# 大久保一丘
大久保 一丘（おおくぼ いっきゅう、生年不明 - 安政6年11月10日（1859年12月3日））は、日本の江戸時代後期から末期にかけて活動した絵師。諱は好古、好徳。字は敏夫。通称は惣次郎。別号に伯隣、王江蘋。
遠江国横須賀藩の御用絵師として活躍した地方画家であるが、20点ほど残る「真人図」と称される洋風人物画で後世の注目を集めた。

## 略歴
生まれた歳は不明だが、天明年間頃だと推測される。作画期は文化から安政年間、横須賀藩（現在の静岡県掛川市）主・西尾忠善に召され、お抱え絵師として活躍した。遺品の大半は円山・四条派を基本とし、中には狩野派や大和絵、或いは琳派風の作品もある。しかし一方で、司馬江漢の『吉野紀行』に一丘の名が記されていることから、江漢に学んだ形跡が見られ、桂川甫周門下の蘭学者・高森観好と交流、一時養子になっている。安政6年11月10日死去。戒名は等円院一丘露覚居士。享年54とあるが、そうすると文化4年（1807年）の年記がある作品が残ることと矛盾する。これは息子の大久保一岳（一世）の没年と混同したためだと見られる。墓は木挽町三丁目の天徳寺中寶瑞院とあるが、早くから無縁仏扱いを受けたらしく現在墓石は残っていない。

## 弟子・子孫
弟子に町野笠澤など。なお息子とされる大久保一岳（一世）も父に学び、少数だが「真人図」（神戸市立博物館蔵）や「蘭図」など洋風の遺作が残る。また一岳（一世）の弟とも子とも言われる大久保一岳（二世）も、『諸侯登営之図写生』（安政6年（1859年）全6巻、国立国会図書館蔵）のような作品があり、文久元年（1861年）版『江戸現在 公益諸家人名録』に名前が掲載されている。後に柴田是真に学んで人物画を良くし、第一回鑑画会協会や明治17年（1884年）の第二回内国絵画共進会にも出品、明治21年には『諸鳥写生図譜』を出版している。ただ、一岳（二世）という絵師は実際にはおらず、一丘の息子・一岳は、弘化2年（1845年）に生まれ明治24年（1891年）に亡くなっており、明治6年（1873年）の『説教大意』など神道関連の本を出版している、という指摘もある。更に、一丘の娘・一景こと石本藤衛女も『公益諸家人名録』に記載があり、書家あるいは絵師であったことがわかるが、現在その作品は知られていない。

## 真人図
- 真人図 （東京文化財研究所）絹本着色
- 伝大久保一岳像（府中市美術館） 絹本著色 嘉永7年（1854年）3月15日
- 真人図 （掛川市・撰要寺） 絹本著色 静岡県指定有形文化財（絵画）

## 「真人図」以外の作品
- 雲龍図 （三熊野神社） 絵馬墨画 文化4年（1807年） 静岡県指定有形文化財（絵画）同年の年紀をもつ「馬図」絵馬は静岡県大須賀町王子権現にもある。
- 富士図 （三熊野神社） 絵馬 文化8年（1811年） 静岡県指定有形文化財（絵画）
- 神馬図 （井伊谷宮） 紙本淡彩 弘化3年（1846年） 浜松市指定有形文化財
- 富嶽明暁図 （静岡県立美術館） 絹本着色金泥 嘉永年間（1848-54年）頃
- 弁慶勧進図 （三熊野神社） 絵馬 安政6年（1859年） 静岡県指定有形文化財（絵画）
- 鶴図 （掛川市・蓮舟寺） 4面 掛川市指定有形文化財（絵画）
- 四季花鳥図（掛川城二の丸美術館） 紙本著色 4幅対
- 葵紋図（武士図） （掛川・愛宕下美術館） 紙本著色

## 参考資料
- 金原宏行 「洋風画家大久保一丘 ─真人図を中心に─」『古美術』56号、三彩社、1978年12月、所収。同『幕末から明治へのめまぐるしい美術 ─渡辺崋山を中心に』 沖積舎、2002年、所収、ISBN 978-4-8060-4680-6。後にちゅうせき叢書で再版、2006年、ISBN 978-4-8060-7528-8。
- 岡戸敏幸 「伝大久保一丘筆 洋風人物図について」『古美術』87号、三彩社、1988年7月、所収。

展覧会図録
- 府中市美術館編 『亜欧堂田善の時代』、2006年3月。
- 常葉美術館編集・発行 『2013年秋季企画展 大久保一丘』、2013年。